# Particule pseudovirale
Ne doit pas être confondu avec Pseudovirus.
Les  particules pseudovirales (PPV, ou VLP pour l'anglais virus-like particle) sont des particules sub-virales sans génome (= pseudovirions) obtenues par l'assemblage spontané de protéines de la capside d'un virus.
Les particules pseudo-virales ne contiennent aucun matériel génétique ; elles sont donc non-infectieuses et incapables de se multiplier.
En particulier, les VLP sont étudiés en tant qu'alternatives aux virus désactivés.
Elles sont obtenues par l'expression des gènes correspondants dans des levures recombinantes ou par l'intermédiaire d'un baculovirus recombinant dans des cellules d'insectes.
Ces vaccins sont efficaces pour induire des anticorps (→ immunité humorale), mais n'induisent pas d'immunité cellulaire.
Inconvénient : leur production est lourde et coûteuse.